# Приходько Варвара Миколаївна
Варвара Миколаївна Приходько (7 серпня 1937 — ?) — українська радянська діячка, новатор сільськогосподарського виробництва, ланкова колгоспу імені Горького Великоновосілківського району Донецької області. Депутат Верховної Ради УРСР 7—8-го скликань.

## Біографія
У 1960-ті — 1980-ті роки — ланкова колгоспу імені Горького села Новопетриківки Великоновосілківського району Донецької області.
Потім — на пенсії у селі Новопетриківка Великоновосілківського району Донецької області.

## Нагороди
- орден Леніна
- ордени
- медалі